# Чиль-Устун
Чиль-Устун — пещера на юго-западе Кыргызстана, в 3,5 км от поселка Араван. Огромный вход в пещеру в виде арки находится в скальном массиве.
Пещера известна с древних времен, о чём свидетельствуют арабские надписи на стенах. Пещера состоит из трёх залов различного объёма, соединённых коридорами и узкими лазами. Самый дальний и большой зал достаточно красив. Пещера входит в состав охраняемого природного заказника «Пещеры Чиль-Устун и Чиль-Майрам».